# ハイルブロン同盟
ハイルブロン同盟（独:Heilbronner Bund）とは、三十年戦争における、スウェーデンとプロテスタント諸侯間で、ドイツ（神聖ローマ帝国）の帝国都市ハイルブロンにおいて、1633年5月18日に結ばれた軍事同盟。
スウェーデンは、1632年に国王グスタフ2世アドルフをリュッツェンで失った。スウェーデンの勢威は英主グスタフ2世アドルフに依存していたため、彼の死により急速に勢力を減退させてしまった。ドイツでの戦争で、スウェーデン軍は厳しい状況に立たされたが、この時点での撤退は敗北を意味した。せめて参戦した見返りが得られなければ国内を納得させることは出来ないため、戦争継続の道しかなかったスウェーデンにとって、プロテスタント諸侯との同盟は不可欠であった。
一方、ドイツにおけるプロテスタント諸侯もグスタフ2世アドルフの死に動揺した。外国勢力の支援が無くなれば、皇帝が弾圧に乗り出してくる。選帝侯クラスであれば、生き残れるかもしれなかったが、小貴族クラスの諸侯では皇帝軍の前には一溜まりもない。ボヘミアでの反乱貴族の運命を見れば、運命は明らかであった。
両者の思惑が一致し、「ドイツの自由と、スウェーデンへの感謝」のスローガンが掲げられ、亡き王グスタフ2世アドルフの名において、プロテスタント諸侯が結集した。これは、スウェーデンの宰相オクセンシェルナの手腕に負うところが大きかった。
ところが、この同盟締結にフランスとザクセン公が反発した。フランスの宰相リシュリューはハイルブロンに使者フーキエールを送り、オクセンシェルナを脅し、強引に盟主を替えさせた。3年前に締結したフランス・スウェーデン間のベールヴァルデ条約に違反していたからである。オクセンシェルナは激怒したが、フランスの支援凍結を恐れ、フランスの影響力の下、グスタフ2世アドルフの近衛騎兵連隊の指揮官であった傭兵隊長ベルンハルト・フォン・ザクセン＝ヴァイマルがハイルブロン同盟軍の指揮を執る事になった。オクセンシェルナがスウェーデン軍・ハイルブロン同盟軍両軍の総司令官に据えるつもりでいた信頼するグスタフ・ホルン将軍はスウェーデン軍の新司令官になった。野心的で積極的なベルンハルトと忠実で慎重なホルンは性格が正反対で、両者は反目を募らせる事になる。これがネルトリンゲンの戦いでのスウェーデン・ハイルブロン同盟軍（プロテスタント諸侯軍）の大敗の原因の1つとされる。
このように、ハイルブロン同盟は成立当初から危機を内包していたのである。ベルンハルトは後に神聖ローマ皇帝フェルディナント2世と和解し、プラハ条約に署名したり、フランス軍の指揮官となるなど、スウェーデンとプロテスタント諸侯を振り回すことになる。